# Межколодежное
Межколодежное (укр. Міжколодяжне) — село в Песчанобродской сельской общине Новоукраинского района Кировоградской области Украины.
До 2020 года входило в Добровеличковский район
Население по переписи 2001 года составляло 190 человек. Почтовый индекс — 27041. Телефонный код — 5253. Занимает площадь 1,25 км². Код КОАТУУ — 3521781202.